# Каракаль (батальон)

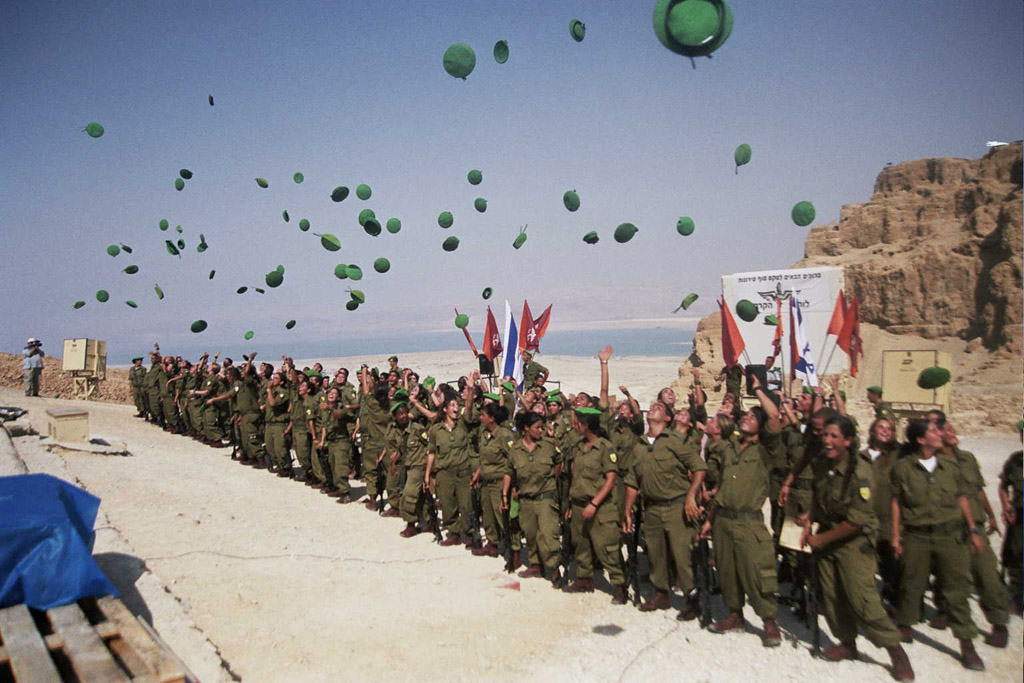
Церемония получения беретов в Масаде

Батальон Каракаль (33-й батальон (ивр. קרקל‎ — «каракал»)) — отдельное пехотное подразделение сухопутных войск Армии обороны Израиля (ЦАХАЛ), состоящее из солдат мужского и женского пола. Входит в состав территориальной бригады «Паран» дивизии «Эдом» Южного военного округа. Несмотря на то, что батальон Каракаль представляет собой двуполый батальон, с 2009 года он на 70 % состоит из женщин.

## История
Батальон был создан в 2004 году, чтобы дать возможность девушкам массово служить в боевом подразделении и проработать потенциально связанные с такой службой проблемы. В батальоне служат девушки и юноши, без разделения должностей и обязанностей по половому признаку на каком-либо уровне, при этом юноши составляют не более трети служащих. Созданию батальона предшествовала (с 2000 года) экспериментальная программа по созданию отдельных боевых рот с преобладающим женским составом, после того как в 2000 году Кнессет принял закон, разрешивший женщинам-военнослужащим службу в рядах боевых подразделений. В 2008 году 2,5 % от призванных в ЦАХАЛ девушек выбирали для службы боевые части.
Батальон подвергался критике из-за предполагаемых, а также и достоверно доказанных романтических отношений между солдатами разных полов.
В 2021 году в батальоне появилась первая женская танковая рота. 7 октября 2023 года во время вторжения ХАМАС в Израиль часть этой роты в составе трёх танков и одного тяжелого БТР приняла участие в 17-часовом бою и уничтожила около 50 террористов.

## Описание
Отличительный знак — пятнистые жёлто-коричневые береты с эмблемой пехоты и красные ботинки, как в бригаде «Нахаль».
Призывники попадают в батальон после полугодовой подготовки, включающей обычный пехотный курс молодого бойца, проводимый совместно с бригадой «Гивати». Название «Каракаль» было присвоено в честь вида хищников — обитателей пустыни Арава, самцы и самки которых внешне не отличаются друг от друга.
Подразделение определяется как батальон легкой пехоты и несёт патрульную службу. Основная задача батальона — охрана южных границ Израиля, первоначально — с Иорданией, затем — с Египтом. Дополнительные задачи: патрулирование подступов к Эйлату и патрулирование дорог юга страны для предотвращения проникновения террористов в центральные (густонаселенные) районы страны. В рамках этой деятельности солдаты батальона задерживали множество нарушителей границы — арабских террористов, пробиравшихся в Израиль через Синай, иностранных контрабандистов и их израильских сообщников, нелегальных эмигрантов из Африки. Было захвачено значительное количество наркотиков, в первую очередь героина, обнаружены тайники с контрабандными товарами.

## Галерея

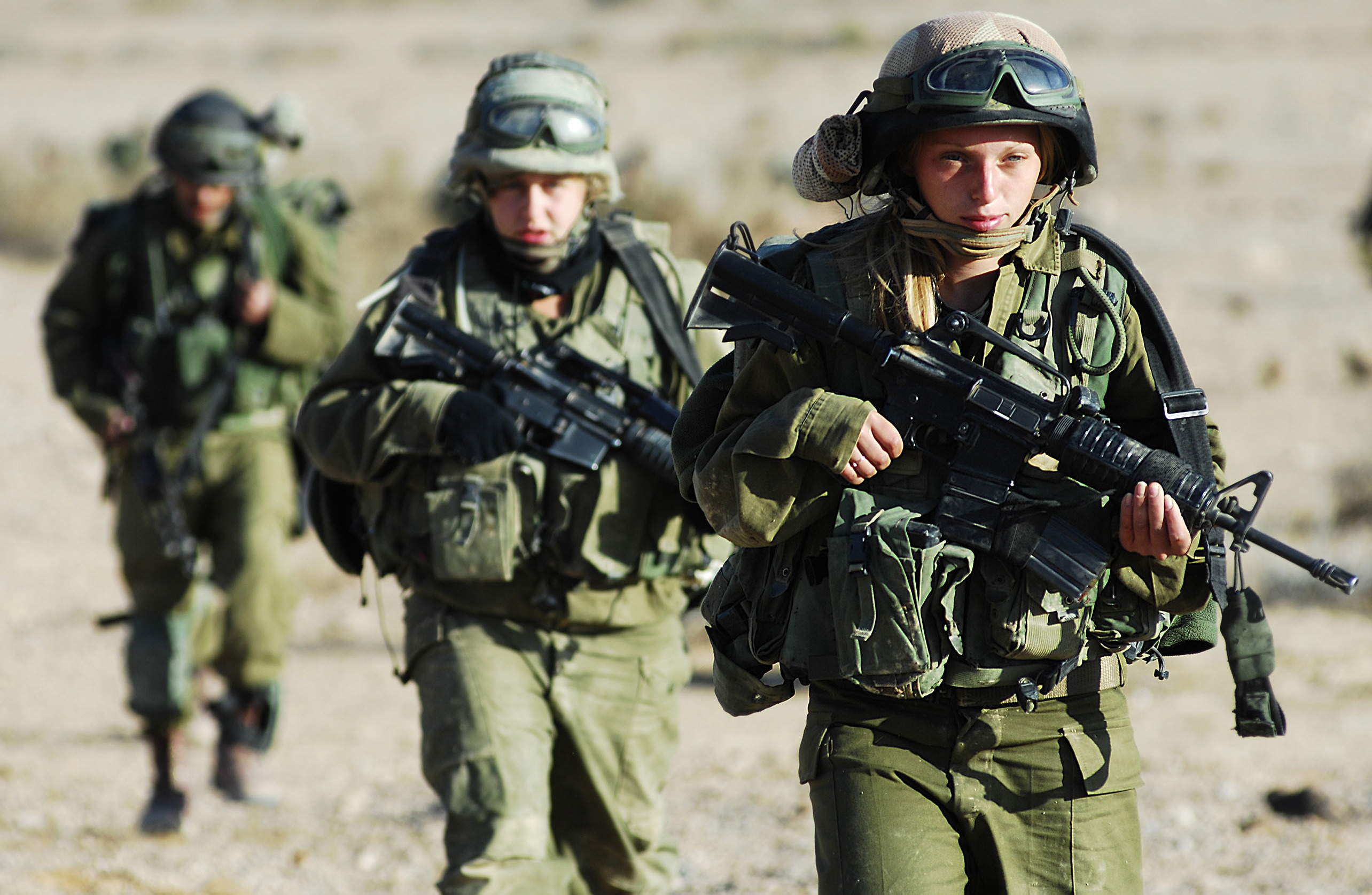
Зимние учения батальона «Каракаль»
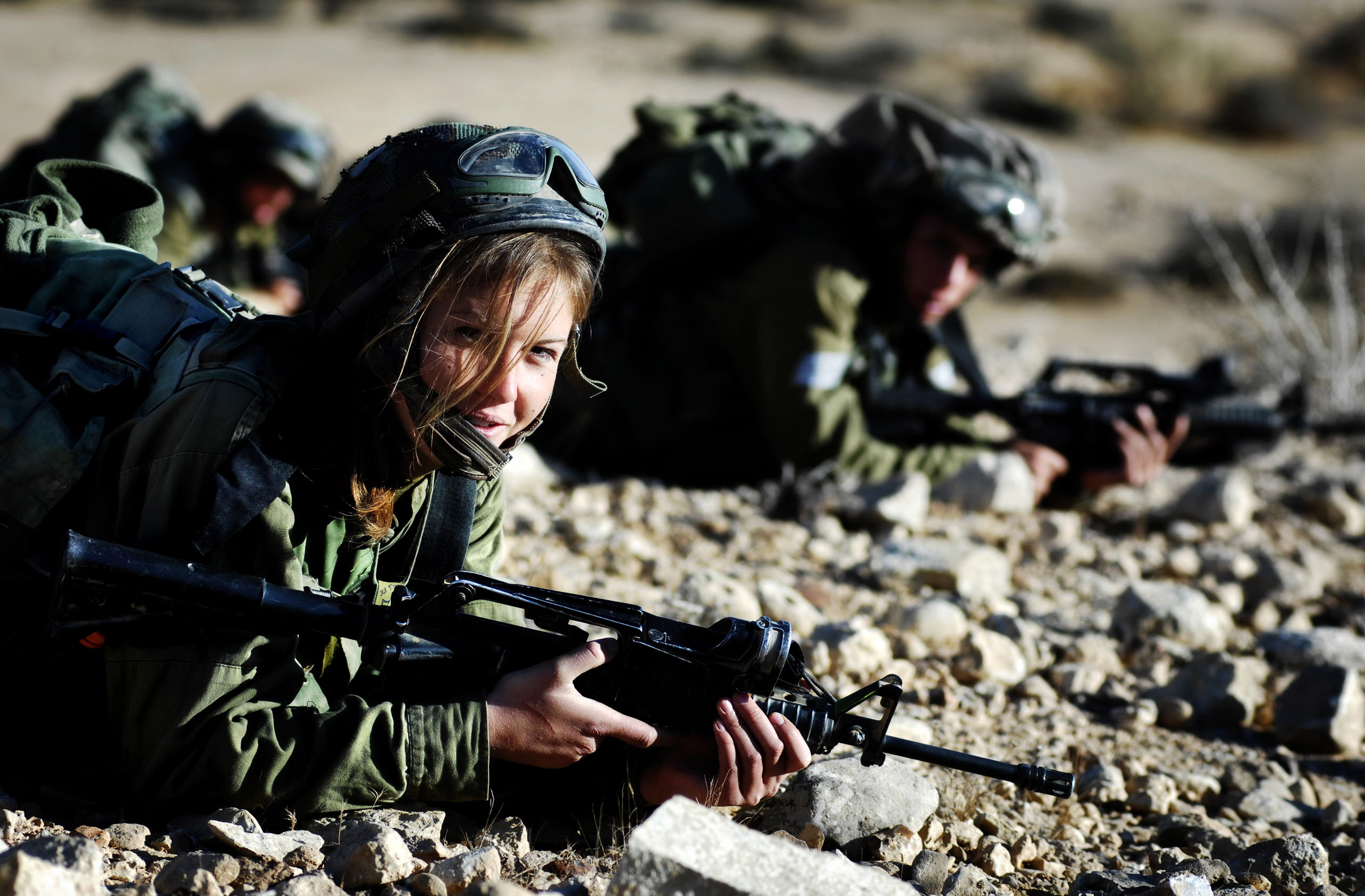
Зимние учения батальона «Каракаль»
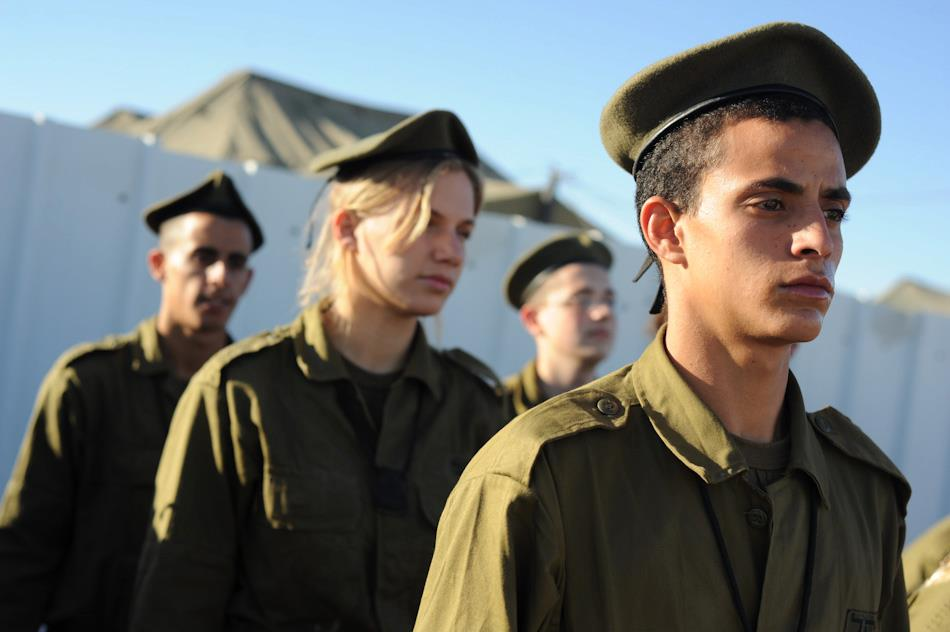
Первый день кадетов в батальоне «Каракаль»
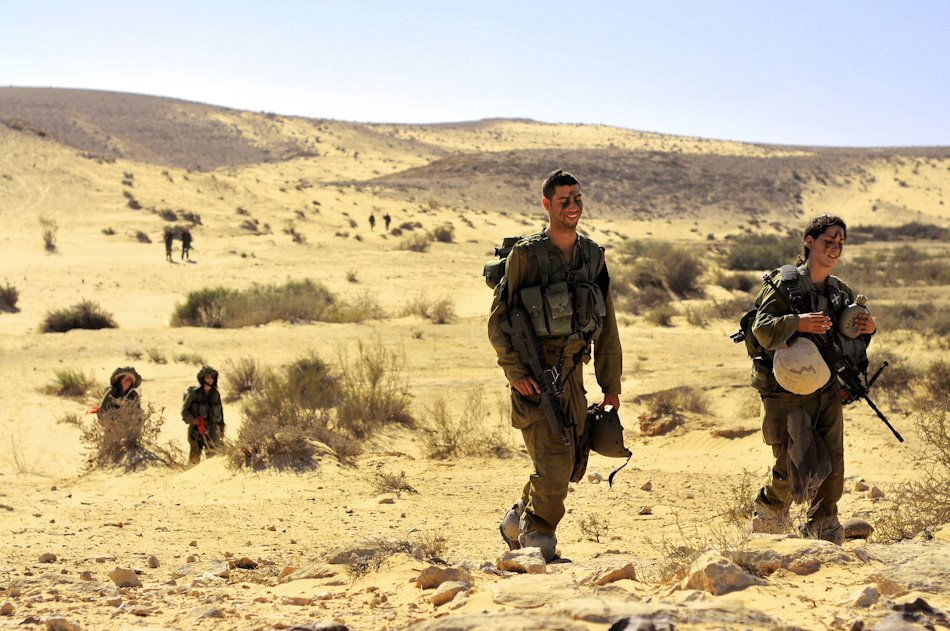
Военнослужащие батальона «Каракаль»
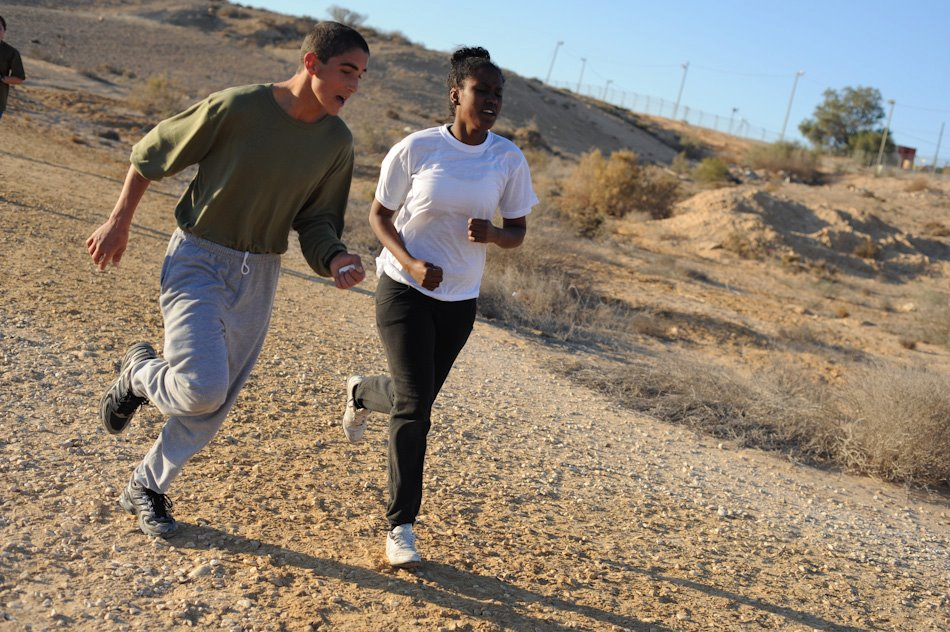
Пробежка
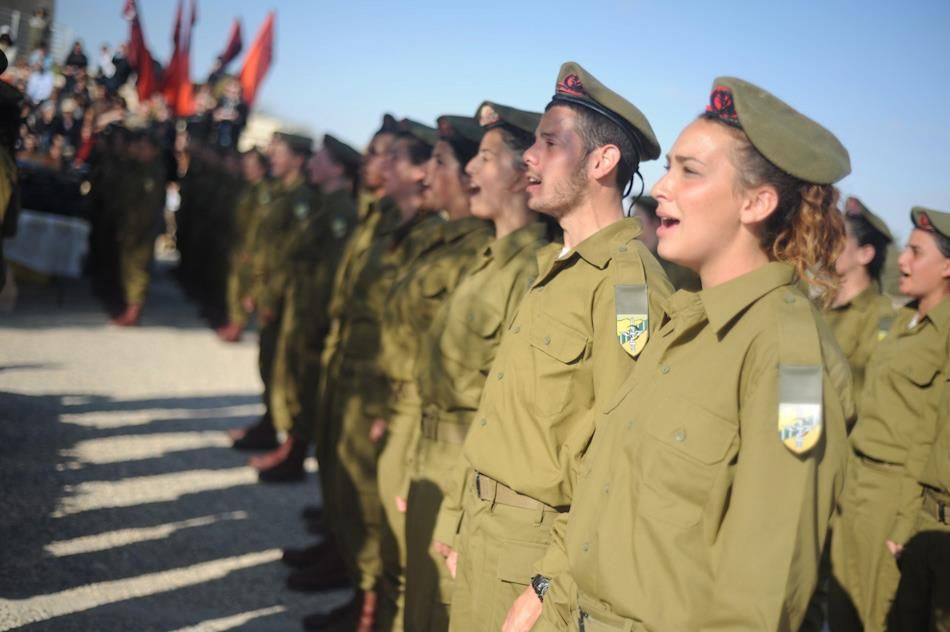
Присяга Армии обороны Израиля
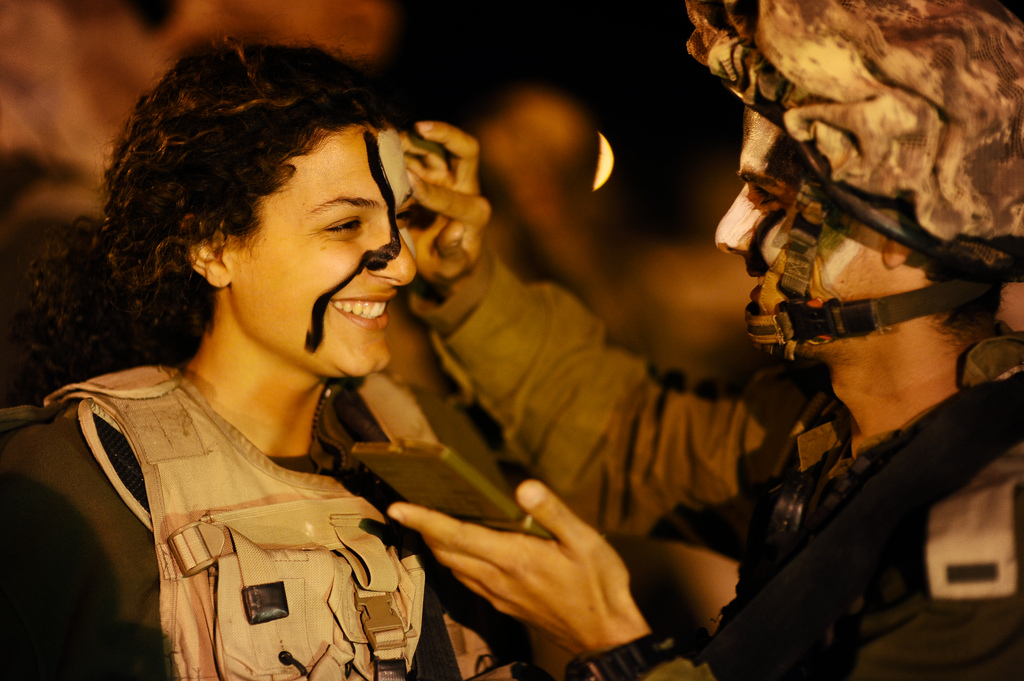
Нанесение камуфляжной краски на лицо
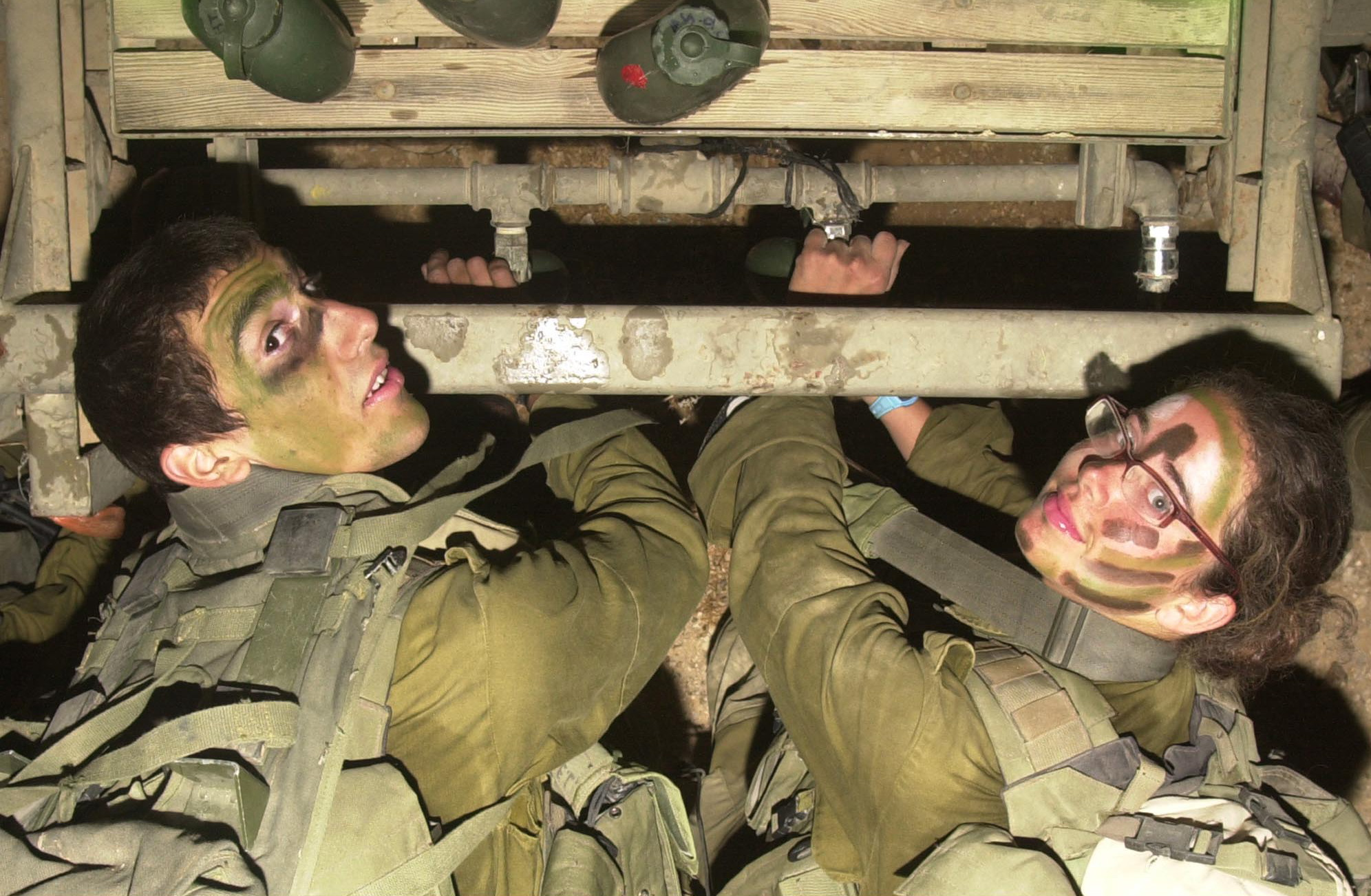
Военнослужащие батальона «Каракаль»
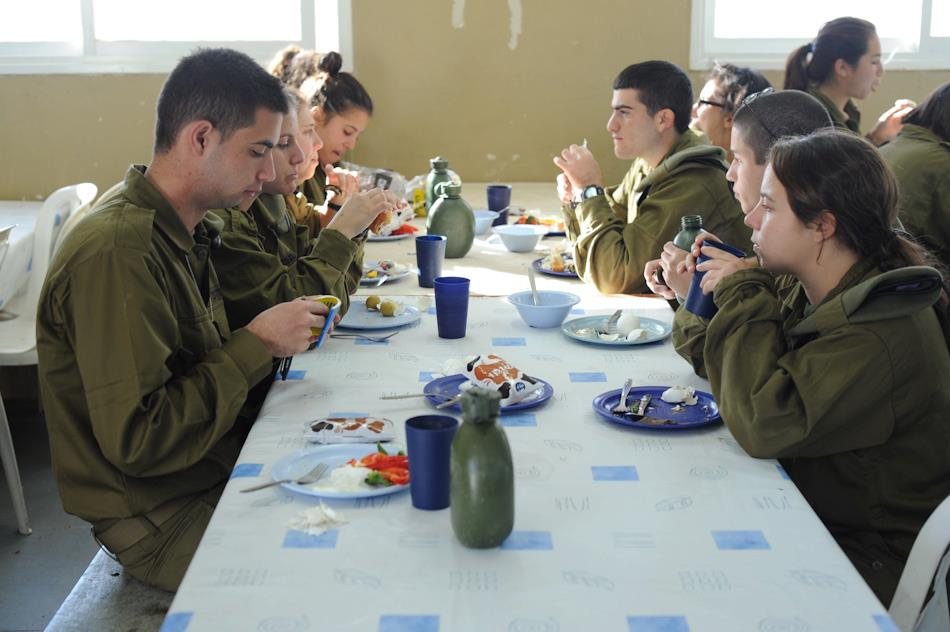
Завтрак на базе
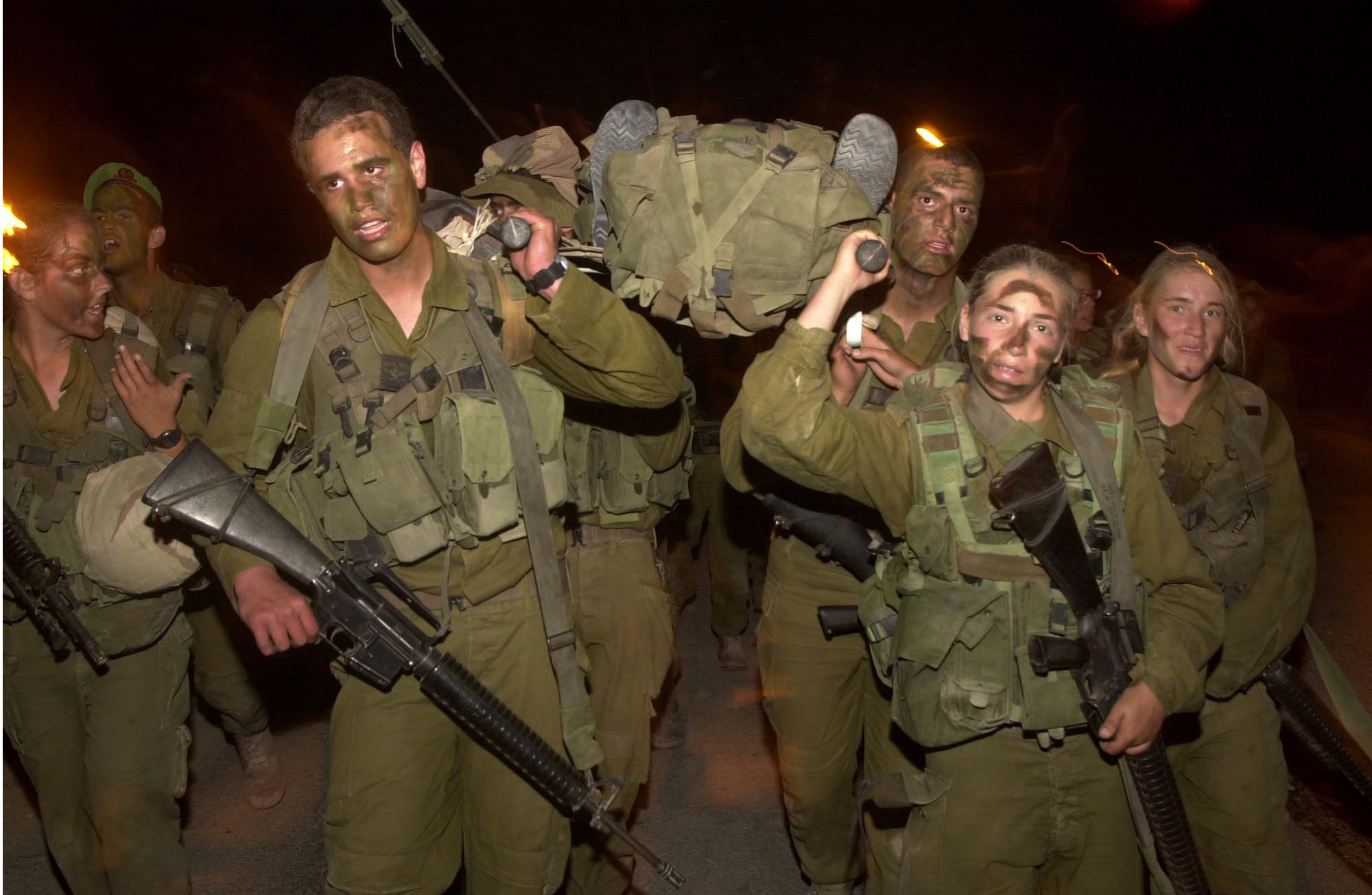
Тренировка с носилками, для подготовки к эвакуации раненных в бою солдат